# Sutton (borgo di Londra)
Sutton è un borgo che si trova nella parte sud-occidentale di Londra, nel Regno Unito.
Il borgo fa parte della Capitale britannica dal 1965; in precedenza, con il nome di Sutton e Cheam, era un borgo facente parte della confinante contea del Surrey; unito al borgo di Beddington e Wallington e al distretto urbano di Carshalton formò l'unità amministrativa attuale che passò sotto il governo della città di Londra.

## Storia
Quando i Sassoni si stanziarono in Inghilterra, il loro metodo preferito fu quello di dividere il Paese in suddivisioni quadrate accentrate attorno ad una chiesa, ad una casa padronale e ad un villaggio con campi coltivati attorno e campi da pascolo all'esterno. Gli stanziamenti che si erano diffusi nella cintura del Thanet erano troppo vicini per permettere questo tipo di sistemazione, per cui le suddivisioni vennero fatte in appezzamenti lunghi e stretti, con la chiesa, la casa padronale e il villaggio ancora al centro e pascolo dietro.
Esistono prove che la regione fu abitata ben prima dell'arrivo dei Sassoni. Gli scavi archeologici a Beddington nel 1871 scoprirono infatti delle terme romane ed una villa. Scavi più attenti misero alla luce ulteriori prove dell'uso di quell'area durante il periodo romano ed indicazioni precise che il sito fosse frequentemente usato dalla fine del I secolo a.C. fino al IV secolo a.C. Nel 1981 inoltre in uno scavo vennero rinvenuti ceramica e arnesi dell'età del bronzo, e un'ascia in pietra focaia del periodo neolitico.
I codici di avviamento postale nel borgo di Sutton sono:
SM1 (Sutton, Rosehill, Benhilton
SM2 (Cheam south of the railway)
SM3 (Cheam north of the railway, North Cheam)
SM4 (barely inside the borough)
SM5 (St. Helier, The Wrythe, Carshalton, Carshalton Beeches, Carshalton On The Hill, Little Woodcote)
SM6 (Hackbridge, Beddington, Wallington, South Beddington)
SM7 (in generale dentro il borgo)

## Distretti
- Beddington
- Beddington Corner
- Belmont
- Benhilton
- Carshalton
- Carshalton Beeches
- Carshalton on the Hill
- Cheam
- Hackbridge
- Little Woodcote
- North Cheam
- Rosehill
- St. Helier
- South Beddington
- Sutton
- The Wrythe
- Wallington
- Worcester Park

## Amministrazione

### Gemellaggi
- Gagny
- Gladsaxe
- Minden
- Charlottenburg-Wilmersdorf